# Botulf i Gottröra
Botulf i Gottröra (botolphus de guttarrør), död 1311 i Gottröra socken, var en svensk bonde och den enda kända person i Sverige som avrättats för kätteri efter en kättarprocess. Däremot finns det flera andra svenskar som har avrättats för hädelse. Offren för Stockholms blodbad avrättades rent tekniskt sett för kätteri. I det fallet var det en ren förevändning, avrättningarna genomfördes av politiska skäl. 

## Första gången
Under biskop Nils Allessons visitationsresa hösten 1303 nådde han i oktober Gottröra. Prästen, herr Andreas, kom till honom med ett fall av kätteri. En av hans församlingsbor, bonden Botulf Botulfsson från Östby, hade efter nattvarden en dag högt sagt att han inte trodde på att brödet och vinet i nattvarden var Jesu kropp och blod, så att alla kunde höra det.
Detta var ett svårt brott, eftersom kyrkan vid det fjärde laterankonsiliet år 1215 hade bestämt att nattvardsbrödet och -vinet inte bara symboliskt utan bokstavligt blev Jesu kropp och blod under nattvarden, den så kallade transsubstantiationen. Nils Allesson hade studerat i Tyskland och Frankrike och under 1290-talet vid kurian i Rom, och själv verkat för att detta synsätt skulle tränga igenom i Sverige.
Botulf ställdes inför biskopen i kyrkan, förhördes och fick framföra sin åsikt. Till slut medgav han att han faktiskt sagt vad Andreas berättat och sade sedan, enligt uppgift mycket snabbt, att han förstod att detta var kätteri och att han djupt ångrade sitt felsteg. Inför församlingen fick han sedan avsvära sig sin åsikt och ålades sedan botgöring av ärkebiskopen. Botgöringen är inte känd, men den skulle vara i sju år, varefter han skulle få ta emot nattvarden igen och återfå fulla rättigheter som församlingsmedlem i en ceremoni i domkyrkan.
En vanlig botgöring i gängse fall var vatten och bröd under stora delar av året, förbud mot att ha samlag samt att stå utanför kyrkan under gudstjänsten, vilket på den tiden var ett svårt skamstraff och vanligen innebar att man sattes fast i stocken.
Våren 1310 gick Botulf ensam till fots till Uppsala där han fick syndaförlåtelsen av den nya biskopen, Nils Kettilsson.

## Andra gången
Vid påsk 19 april 1310 gick han i sin egen kyrka för att få nattvarden av herr Andreas och ställde sig längst fram vid altaret.
När Botulf ställde sig på knä framför prästen frågade denne, enligt dokumenten; "Nå, Botulf, nu tror du väl ändå att brödet är Kristi kropp?" Botulf ska då ha sett kyrkoherden rätt i ögonen och svarat, klart och stadigt: 
| ” | Nej. Om brödet verkligen vore Jesu kropp skulle du ha ätit upp den ensam för länge sedan. Jag vill inte äta Kristi kropp! Jag vill gärna visa Gud lydnad, men jag kan bara göra det på ett sätt som är möjligt för mig. Om någon skulle äta en annan människas kropp, skulle inte den människan hämnas, om hon kunde? Hur mycket skulle då inte Gud hämnas, han som har makt till det? | „ |

Han ska ha sagt detta i snabb takt, "utspydde sin villfarelse", så mycket att prästen, som var djupt förfärad, inte ville skildra det mesta av det.
Prästen rapporterade till biskopen, som därpå kallade Botulf till Uppsala, men Botulf infann sig aldrig. Den 11 november förrättade ärkebiskopen biskopsvisitation i Närtuna kyrka nära Gottröra; då han tågade genom allén mot kyrkan upptäckte prästen Andreas plötsligt att Botulf stod i folkmassan vid kyrkogårdsmuren. Botulf greps och fördes fram till biskopen som frågade om det var sant att han hade sagt det som Andreas påstod. Han ska ha svarat:
| ” | Jag har sagt det, och jag förnekar inte att jag sade det. | „ |

Botulf ställdes inför rätta i Skepptuna kyrka, som var nästa punkt på resan. Tretton av hans grannar och bekanta kallades som vittnen. Han förhördes av Israel Erlandsson, prior från dominikanerklostret i Sigtuna och kaniken Johannes. Vittnen bekräftade att Botulf flera gånger inför nästan alla i Gottröra upprepat sina åsikter.
Enligt lagen skulle kättaren nu lysas i bann i ett år innan man kunde fortsätta. Botulf fördes nu till Uppsala och fängslades. Det är inte känt om han utsattes för tortyr. Enligt uppgift skall man ha sagt till honom att han skulle brännas på bål om han inte tog tillbaka vad han sagt, men på detta ska han ha svarat: "Den elden kommer att gå över efter en kort stund." Svaret fick ärkebiskopen att dra slutsatsen att han var en hopplös återfallsförbrytare, och då ett år och en dag gått dömde ärkebiskopen "uppresande sig i Jesu Kristi dygd" Botulf som kättare 8 april 1311.
Enligt mönster från kättarprocesser i Europa överlämnades han då till världslig domstol för att avrättas, vilket innebar att en vanlig domstol bekräftade och verkställde straffet, som var bränning på bål. 
Detta är den enda bekräftade kättarprocessen i Sverige som lett till avrättning.

## Botulf i media
- Human-Etiska Föreningens medlemstidning Botulf-bladet hade fått sitt namn efter Botulf.
- Gösta Carlberg skrev en roman, Botulf Bonde, som utkom 1948.